# Paul Gerber
Paul Gerber (Berlino, 7 dicembre 1854 – Friburgo in Brisgovia, 13 agosto 1909) è stato un insegnante e fisico tedesco oggi meglio conosciuto per il suo controverso lavoro sulla velocità di propagazione della gravità e lo spostamento del perielio dell'orbita di Mercurio.

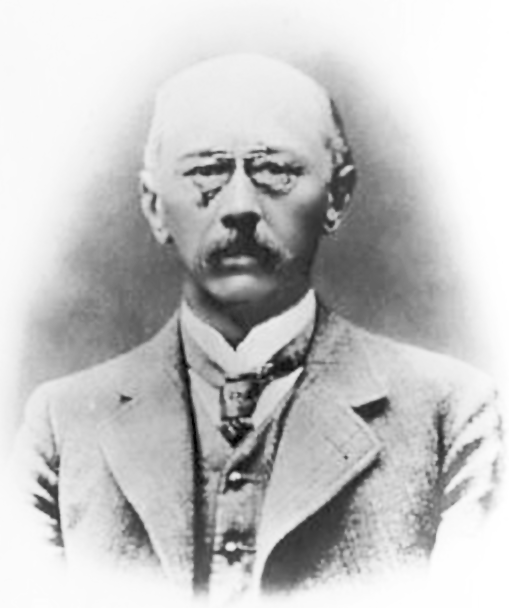

Studiò a Berlino dal 1872 al 1875. Nel 1877 divenne insegnante al Realgymnasium (scuola superiore) di Stargard nella Pomerania.

## Gravità e propagazione del campo gravitazionale
Basandosi sulle leggi elettrodinamiche di Wilhelm Eduard Weber, Carl Friedrich Gauss e Bernhard Riemann, tra il 1870 e il 1900 diversi scienziati hanno considerato possibili modi per modificare o reinterpretare la legge di gravitazione di Newton in modo che desse conto del valore corretto per lo spostamento del perihelion dell'orbita di Mercurio, supponendo finita la velocità di propagazione del campo gravitazionale. Nel 1890 Maurice Lévy riuscì a farlo combinando le leggi di Weber e Riemann, per cui la velocità della gravità è uguale alla velocità della luce nella sua teoria. Tuttavia, poiché le leggi di base di Weber e di altri erano sbagliate (ad esempio, la legge di Weber è stata sostituita dalle equazioni di Maxwell), tali ipotesi sono state respinte.
Una variazione di quelle teorie superate (sebbene non direttamente basate sulla teoria di Weber) fu quella di Gerber, che sviluppò nel 1898 e nel 1902. Assumendo una velocità della gravità finita, sviluppò la seguente espressione per il potenziale gravitazionale:
{\displaystyle V={\frac {\mu }{r\left(1-{\frac {1}{c_{\rm {g}}}}{\frac {dr}{dt}}\right)^{2}}}}
Usando il teorema binomiale al secondo ordine segue:
{\displaystyle V={\frac {\mu }{r}}\left[1+{\frac {2}{c_{\rm {g}}}}{\frac {dr}{dt}}+{\frac {3}{c_{\rm {g}}^{2}}}\left({\frac {dr}{dt}}\right)^{2}\right]}.
La forza generalizzata {\displaystyle K} segue da questo potenziale dipendente dalla velocità come derivata funzionale
{\displaystyle K={\frac {dV}{dr}}-{\frac {d}{dt}}{\frac {dV}{d{\dot {r}}}}},
dove {\displaystyle {\dot {r}}={\frac {dr}{dt}}} indica la velocità.
Secondo Gerber, la relazione tra la velocità della gravità {\displaystyle {c_{\rm {g}}}} e lo spostamento del perielio (Ψ) è:
{\displaystyle {c_{\rm {g}}^{2}}={\frac {6\pi \mu }{a(1-\epsilon ^{2})\Psi }}}
dove
{\displaystyle \mu ={\frac {4\pi ^{2}a^{3}}{\tau ^{2}}}}, ε = eccentricità,  a = semiasse maggiore, τ = periodo di rivoluzione.
Così Gerber poté calcolare una velocità del campo gravitazionale di circa 305 000 km/s, leggermente superiore alla velocità della luce.